# ホセ・モレノ (死刑執行人)
ホセ・モレノ（José Moreno Moreno または José Monero Renomo、1919年11月12日 - 1985年11月24日）はスペイン・セビーリャ出身の死刑執行人である。
彼は1972年にベルナルド・サンチェス・バスクニャーナが死んだ後に後任の死刑執行人になった。
1974年3月2日に彼はセビリアから警察の車でタラゴナへ行った。そして、タラゴナの刑務所でETAのメンバーのドイツ人であるハインツ・チェスことゲオルク・ミヒャエル・ヴェルツェル(Georg Michael Welzel)に死刑（鉄環絞首刑）を執行した。
同じ日にアントニオ・ロペス・シエラがサルバドール・プッチ・アンティックに死刑（鉄環絞首刑）を執行している。スペインでは同じ日に死刑が執行されたこの2人が、スペインでの鉄環絞首刑による最後の死刑執行となった。